# Tân Ninh (xã)
Nưa là một thị trấn thuộc huyện Triệu Sơn, tỉnh Thanh Hóa, Việt Nam.

## Lịch sử
Địa bàn thị trấn Nưa trước đây vốn là xã Tân Ninh, một xã nằm trên vùng đất cổ có từ thời các vua Hùng dựng nước.
Vào thời Hùng Vương, vùng Tân Ninh (tức làng Cổ Định xưa) có tên gọi là chạ Kẻ Nưa (dưới chân dãy núi Ngàn Nưa).
Đến thời thuộc nhà Hán, chạ Kẻ Nưa được gọi là Cà Ná giáp. Thời thuộc nhà Tùy, nhà Đường sách sử ghi là Cà Ná giáp, dân dã gọi là Kẻ Nưa.
Thời nhà Lý, nhà Trần, xã được đổi thành hương Cổ Na.
Thời Lê sơ, Lê Thái Tổ đổi Cổ Na thành Cổ Ninh, thời Lê trung hưng được đổi thành Cổ Định (do tránh gọi tên húy của vua Lê Trang Tông là Lê Ninh).
Thời nhà Nguyễn, làng Cổ Định thuộc tổng Cổ Định, huyện Nông Cống, phủ Tĩnh Gia, tỉnh Thanh Hóa.
Sau năm 1945, làng Cổ Định thuộc xã Tân Ninh, huyện Nông Cống, tỉnh Thanh Hóa.
Năm 1954, xã Tân Ninh chia thành 2 xã: Tân Ninh và Thái Hòa.
Ngày 25 tháng 2 năm 1965, xã Tân Ninh chuyển sang trực thuộc huyện Triệu Sơn mới thành lập.
Ngày 24 tháng 12 năm 2015, xã Tân Ninh được công nhận đạt tiêu chuẩn đô thị loại V.
Ngày 16 tháng 10 năm 2019, Ủy ban Thường vụ Quốc hội ban hành Nghị quyết số 786/NQ-UBTVQH14 về việc sắp xếp các đơn vị hành chính cấp xã thuộc tỉnh Thanh Hóa (nghị quyết có hiệu lực từ ngày 1 tháng 12 năm 2019). Theo đó, thành lập thị trấn Nưa thuộc huyện Triệu Sơn trên cơ sở toàn bộ diện tích và dân số của xã Tân Ninh.

## Địa lý
Thị trấn Nưa nằm ở cực nam của huyện Triệu Sơn, có vị trí địa lý:
- Phía đông giáp huyện Nông Cống và xã Đồng Lợi
- Phía tây giáp xã Thái Hòa và huyện Như Thanh
- Phía nam giáp huyện Như Thanh và huyện Nông Cống
- Phía bắc giáp các xã Thái Hòa, Khuyến Nông và Đồng Lợi.

Thị trấn Nưa có diện tích 21,20 km², dân số năm 2018 là 9.638 người, mật độ dân số đạt 455 người/km².
Thị trấn nằm ngay dưới chân núi Nưa cao khoảng 300 – 400 m, tên của thị trấn cũng lấy theo tên ngọn núi này.
Thị trấn Nưa nằm gần một vùng mỏ chromit vào loại lớn nhất Việt Nam. Mỏ chromit Cổ Định nằm trên địa bàn thị trấn đã được Bộ Công nghiệp nước Việt Nam Dân chủ Cộng hòa ra quyết định thành lập từ ngày 28 tháng 2 năm 1956, nhằm khai thác chromi sa khoáng.

## Hành chính
Thị trấn Nưa được chia thành 11 tổ dân phố, đánh số từ 1 đến 11.

## Văn hóa

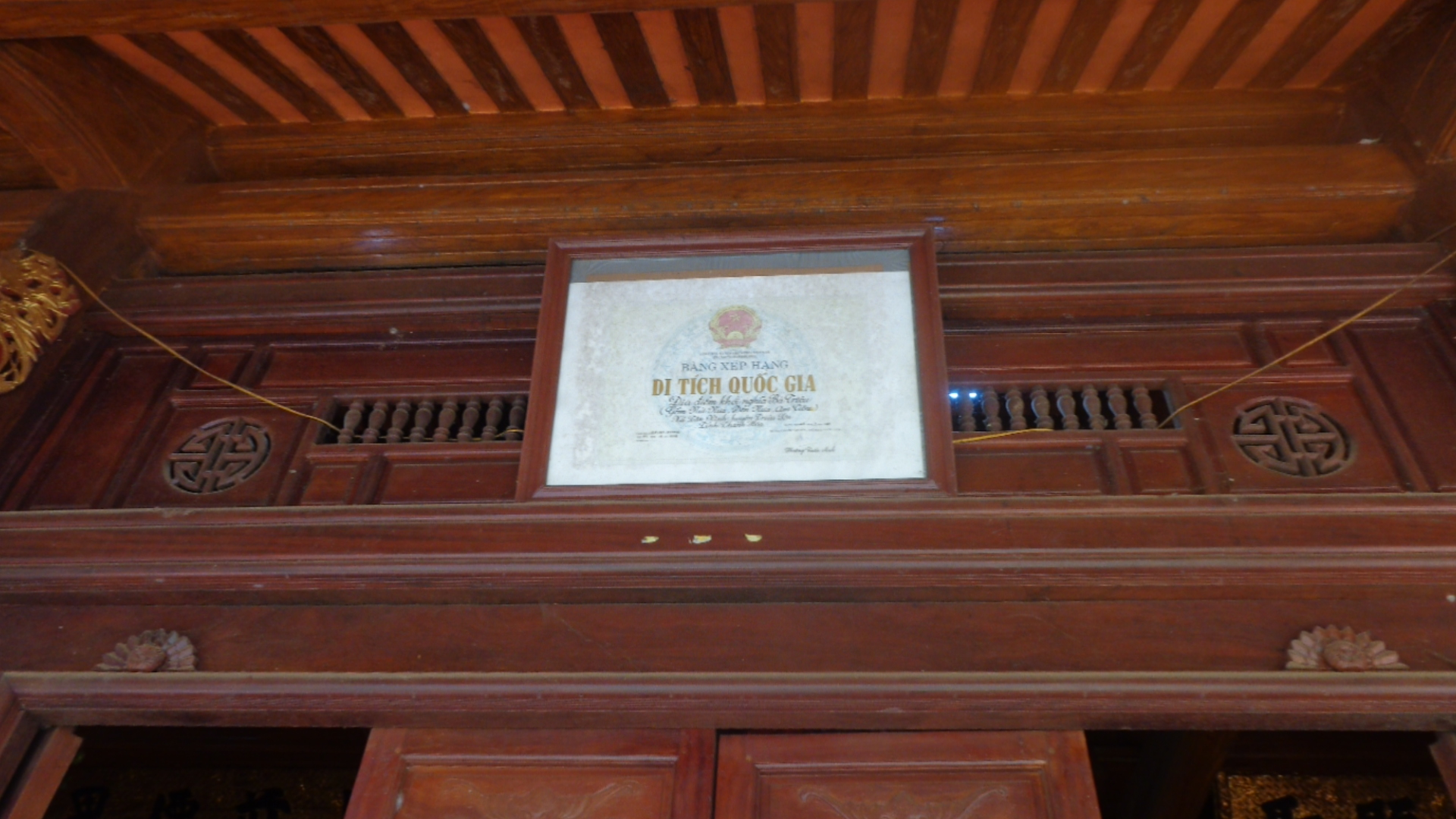
Bằng công nhận di tích lịch sử cấp Quốc gia cho di tích Căn cứ kháng chiến chống quân Đông Ngô của Bà Triệu trên đỉnh núi Nưa

Làng Cổ Định (Kẻ Nưa) vào năm 248 là căn cứ kháng chiến chống quân Đông Ngô của Bà Triệu. Ngày nay ở thị trấn có khu di tích lịch sử cấp quốc gia Am Tiên gắn với cuộc khởi nghĩa này.
Kẻ Nưa được cho là nơi khởi nguồn của một số dòng họ của người Việt trên đất nước Việt Nam như họ Trịnh, họ Doãn.
Thị trấn Nưa nằm bên tuyến kênh Nhà Lê, là tuyến đường thủy đầu tiên trong lịch sử Việt Nam từ kinh đô Hoa Lư đến Đèo Ngang và được xem là tuyến đường Hồ Chí Minh trên sông vì những đóng góp cho các cuộc chiến tranh của người Việt.
Bảo vật quốc gia kiếm ngắn núi Nưa được tìm thấy ở đây năm 1961, khi công nhân khai thác mỏ chromit Cổ Định.

### Danh nhân
- Doãn Anh Khái, sứ thần nhà Lý sang Tống.
- Doãn Tử Tư, sứ thần nhà Lý sang Tống, tiếp nhận tên gọi An Nam quốc do nhà Tống đặt cho Đại Việt (góp phần vào việc lần đầu tiên một triều đại phong kiến Trung Hoa công nhận Việt Nam là một quốc gia).
- Doãn Bang Hiến, Thượng thư bộ Hình nhà Trần, sứ thần sang nhà Nguyên tranh biện giải quyết tranh chấp biên giới Đại Việt – Đại Nguyên.
- Doãn Nỗ, khai quốc công thần nhà Hậu Lê.
- Lê Bật Tứ, hoàng giáp (tiến sĩ nho học) năm 1598 triều nhà Hậu Lê, đi sứ nhà Minh.[14]